# Zračni prostor
Zračni prostor je del ozračja, ki je pod nadzorom določene države in v katerem obstajajo neka določena pravila, ki se jih morajo držati vsa letala, ki vstopajo vanj ali letijo v njem. Država, kateri neki zračni prostor pripada, ima v njem vso suverenost.
Ta delitev in z njo povezana pravila letenja so nastala kmalu na začetku razvoja letalstva, ker je število letal zelo hitro naraščalo.

## Delitev zračnega prostora
V grobem ločimo kontroliran in nekontroliran zračni prostor. Razlika med obema je v tem, da so v kontroliranem zračnem prostoru zagotovljene storitve kontrole zračnega prometa in drugih informacijskih služb.
Zračni prostor je po standardih mednarodne organizacije organizacije ICAO z dne 12. marca 1990 razdeljen na sedem razredov:
- Razred A dovoljuje le letenje po instrumentih (IFR), ne pa tudi vizualno letenje (VFR). Letala v tem zračnem prostoru so dolžna upoštevati navodila kontrole letenja. Hitrostnih omejitev v tem prostoru ni, razen prepovedi preboja zvočnega zidu nad kopnim.
- Razred B je podoben razredu A, vendar je v njem dovoljeno tudi vizualno letenje (VFR), vsa letala so dolžna upoštevati navodila kontrole letenja.
- Razred C še vedno za vstop zahteva dovoljenje kontrole letenja. Kontrola letenja ureja promet vseh letal, ki letijo po pravilih letenja po instrumentih (IFR), po potrebi pa tudi letal, ki letijo po pravilih vizualnega letenja (VFR). Tem je kontrola letenja dolžna zagotoviti informacijo o prometu, ne pa tudi separacije.
- Razred D  dovoljuje IFR in VFR promet. Kontrola letenja skrbi za separacijo IFR prometa.
- Razred E je podoben razredu D, vendar za VFR promet ne zahteva dovoljenja kontrole.
- Razred F sodi med nekontrolirane razrede zračnega prostora. V njem je možno letenje tudi po pravilih IFR, čeprav ni priporočeno zaradi možnih konfliktov z letali, ki letijo po pravilih VFR, ki jim v zračnem prostoru razreda F ni nujno komunicirati s kontrolo letenja.
- Razred G tudi sodi med nekontrolirane razrede. Kontrola letenja nobenemu letalu ne zagotavlja navodil.

Države pa lahko v enem ali več razredih zračnega prostora predpišejo tudi zračni prostor z omejitvami, kjer omejen ali neomejen čas velja omejitev ali popolna prepoved poletov. Tak zračni prostor se po navadi nahaja v bližini vojaških operacij ali vaj, okolici pomembnih objektov (vojaške baze, jedrski objekti,...) ali preko območij, ki so posebnega pomena za državno varnost.